# Jack Simpson
Jack Simpson, född 15 juli 1858, död 30 november 1895, var en skotsk golfspelare som var framgångsrik i slutet av 1800-talet.
Simpson vann The Open Championship 1884 på Prestwick Golf Club på 160 slag. På den tiden spelades tävlingen över 36 hål.
| Majorsegrare genom tiderna                                                                                     |               |              |             |                  |
| 200 olika spelare har vunnit i herrarnas majortävlingar. Jack Simpson var den 11:e spelaren som vann en major. |               |              |             |                  |
| 1:a | 10:e          | 11:e         | 12:e        | 200:e            |
| Willie Park Sr                                                                                                 | Willie Fernie | Jack Simpson | David Brown | Louis Oosthuizen |
| Lista över golfens majorsegrare                                                                                |               |              |             |                  |